# Réserve naturelle nationale de Chalmessin
La réserve naturelle nationale de Chalmessin (RNN114) est une ancienne réserve naturelle nationale située en Champagne-Ardenne en région Grand Est. Classée en 1993, elle s’étend sur 124 ha et protège l'un des marais tufeux les plus remarquables du plateau de Langres ainsi que la faune et la flore qui l'accompagnent. Depuis le 31 décembre 2020, elle est déclassée et intégrée à la zone cœur du parc national de forêts.

## Localisation

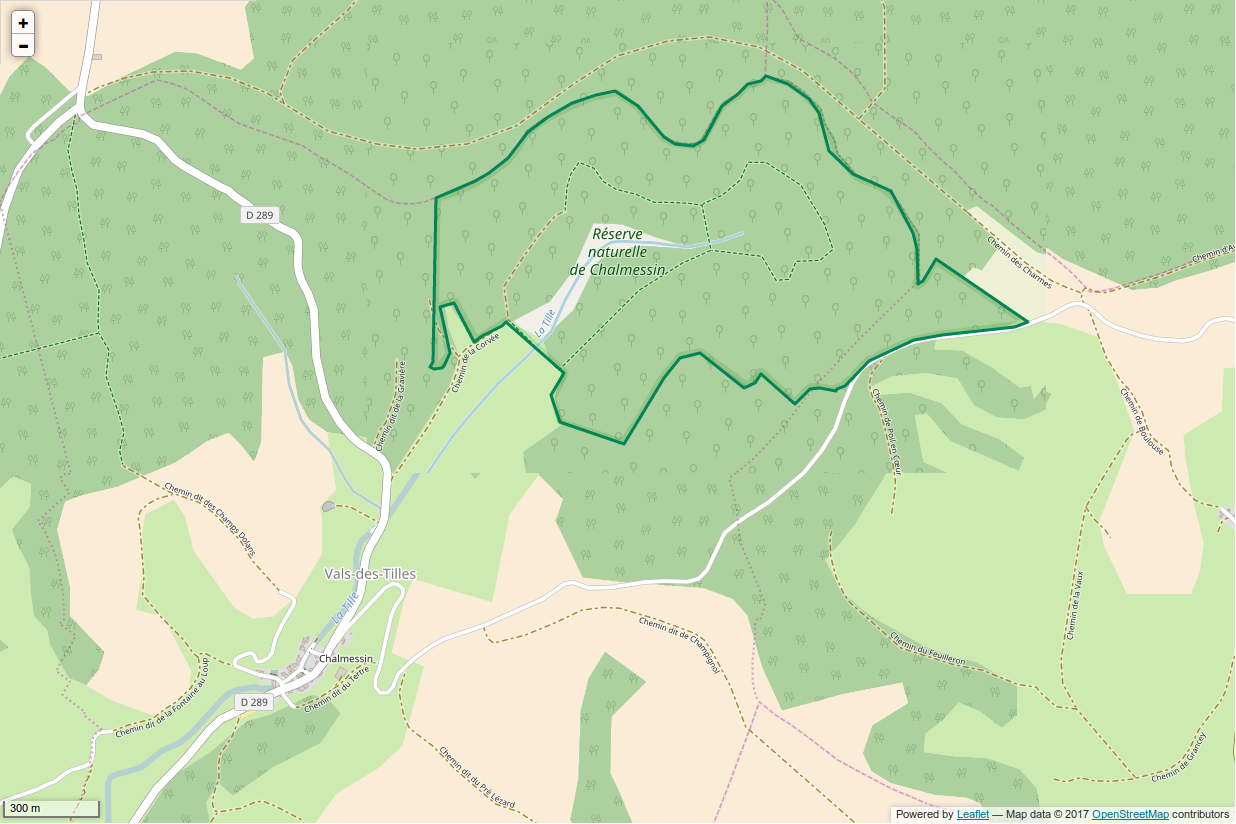
Périmètre de la réserve naturelle.

À 30 km au sud-ouest de Langres et à 40 km au nord de Dijon et inclus dans le parc national de forêts, le territoire de la réserve naturelle se trouve à l'extrémité sud du département de la Haute-Marne, en région Grand Est sur la commune de Vals-des-Tilles. Au nord du village de Chalmessin, près d’Auberive et au sud du « Bois de la montagne », il concerne essentiellement les pentes des limites sud d’un plateau pour une surface de 123,65 ha. L'altitude s'échelonne de 385 m à 480 m.

## Histoire du site et de la réserve

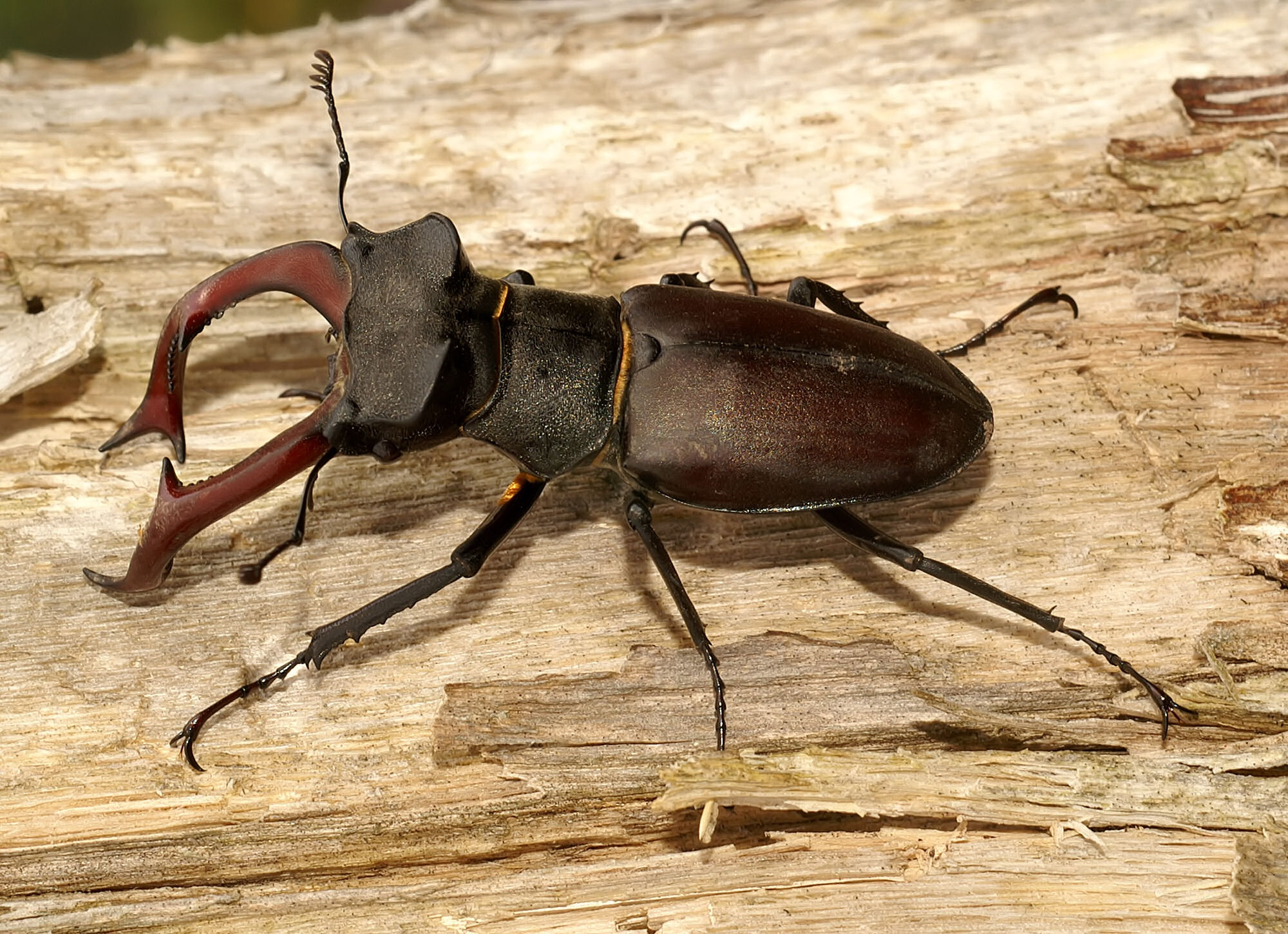
Lucane cerf-volant.

Le site est connu des botanistes depuis environ un siècle. Il est cité en 1980 dans le Livre du patrimoine naturel de la Haute‐Marne puis inventorié en 1986 en ZNIEFF de type 1. La réserve naturelle est créée en 1993. Sa gestion est confiée en 1994 au Conservatoire d'espaces naturels de Champagne-Ardenne. En 2004, un arrêté préfectoral réglemente les activités forestières.
Avec la création du Parc National de Forêts, la réserve est intégrée à la zone cœur et est déclassée le 31 décembre 2020. Le CEN continue de gérer l'espace, en partenariat avec le Parc. L'espace est désormais appelé « Marais de Chalmessin ».

## Écologie (biodiversité, intérêt écopaysager…)
Le site englobe l'un des vallons constituant la haute vallée de la Tille, le vallon de Combe Forquot. Les principaux milieux sont un marais tufeux inclus dans un massif forestier et une pelouse calcicole périphérique. L'intérêt du site est essentiellement botanique avec plus de 20 plantes rares.

### Géologie
Le sous-sol est constitué de couches calcaires et marneuses du Jurassique moyen. Leur présence est à l'origine du carbonate de calcium dissous dans l'eau qui explique la présence du marais tufeux. Les marnes imperméables du Bajocien supérieur sont recouvertes par des calcaires oolithiques puis des calcaires compacts du Bathonien.

### Climat
Proche du plateau de Langres, le climat est caractérisé par des précipitations abondantes (moyenn annuelle : 883 mm), des températures moyennes (moyenne annuelle : 9 °C) et un nombre de jours de gelée important. Certains vallons constituent des pièges à air froid qui permettent d'expliquer la présence d'espèces submontagnardes.

### Flore

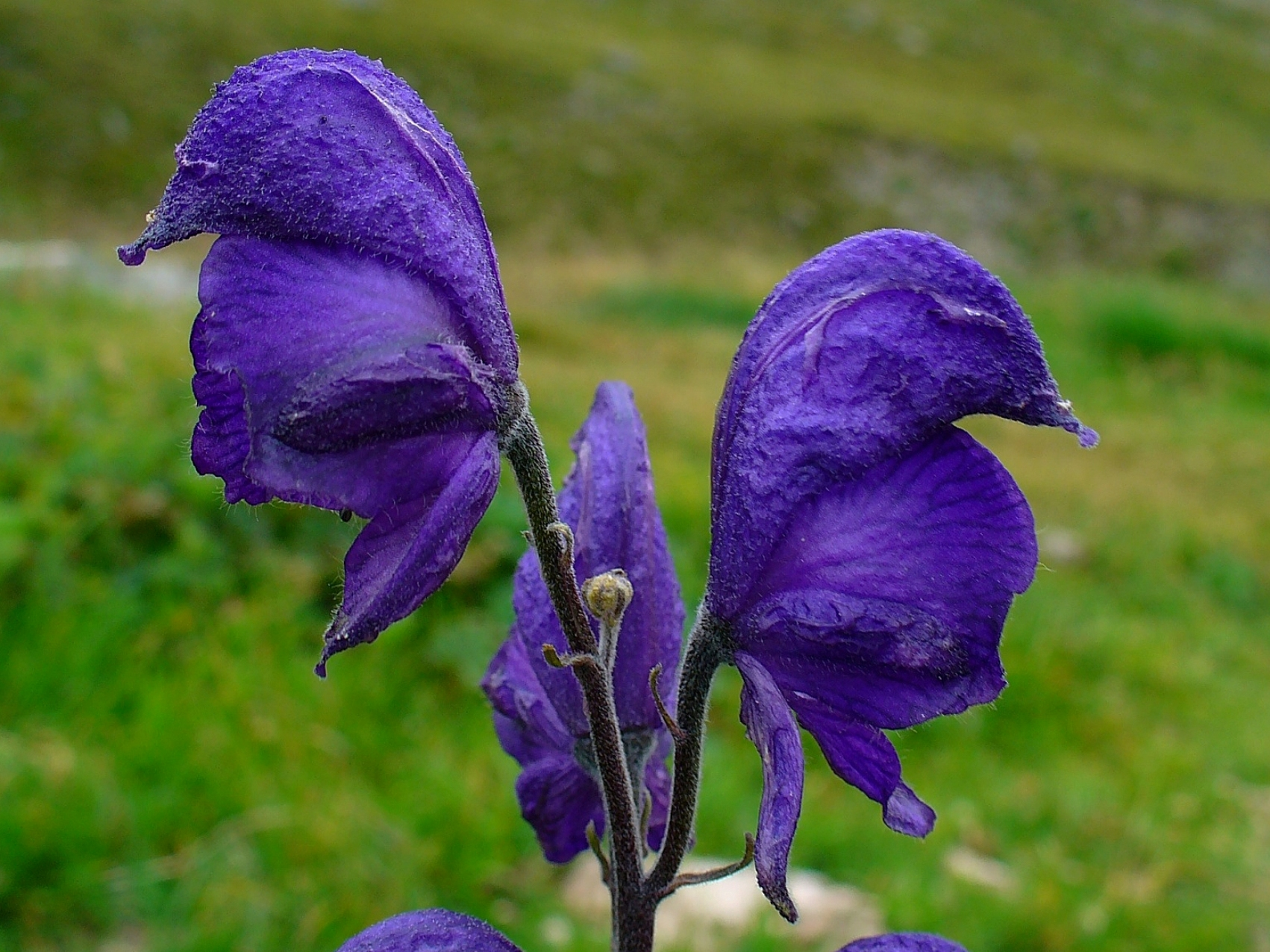
Aconit napel

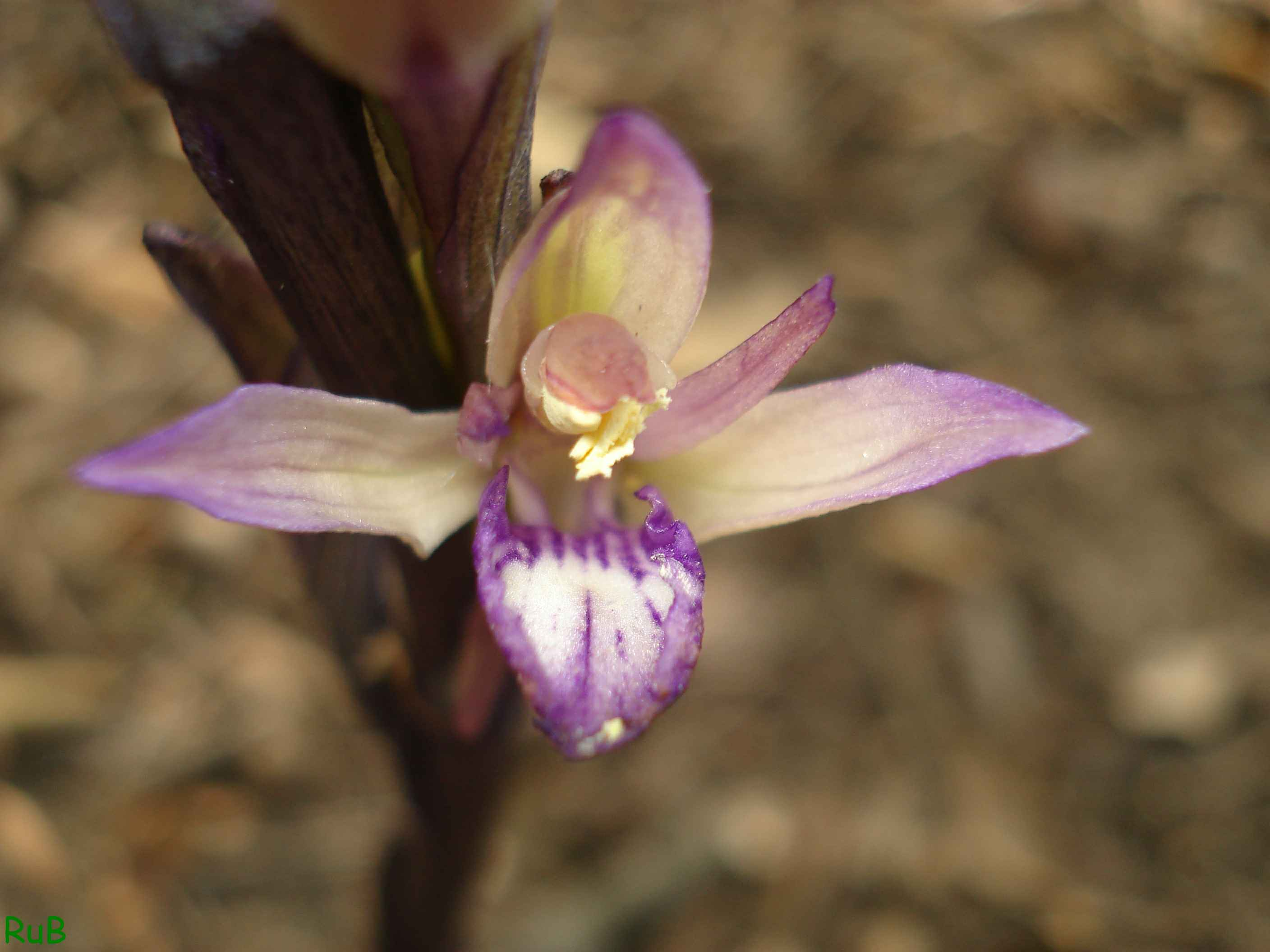
Limodore à feuilles avortées

La flore compte 256 espèces de plantes vasculaires dont 12 bénéficient d'une protection réglementaire et 15 sont inscrites sur la liste rouge régionale :
- Aconit napel
- Choin ferrugineux (protégé sur tout le territoire français)
- Linaigrette à feuilles larges
- Ophioglosse commun
- Orchis incarnat
- Parnassie des marais
- Renoncule à segments étroits
- Saule à feuille de romarin
- Trèfle d'eau
- Fougère des marais
- Canche moyenne
- Céphalanthère à feuilles en épée
- Epipactis à labelle étroit
- Aster amelle
- Coronille des montagnes
- Limodore à feuilles avortées
- Hélianthème blanchâtre
- Laîche pied-d'oiseau
- Violette rupestre
- Trèfle scabre

L'inventaire des champignons compte 46 espèces.

### Faune

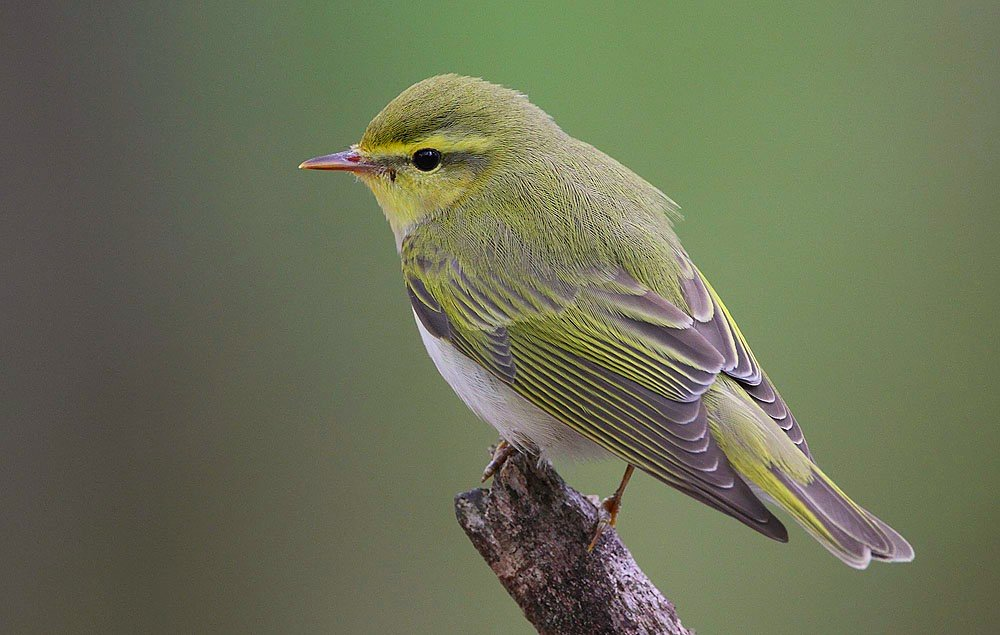
Pouillot siffleur

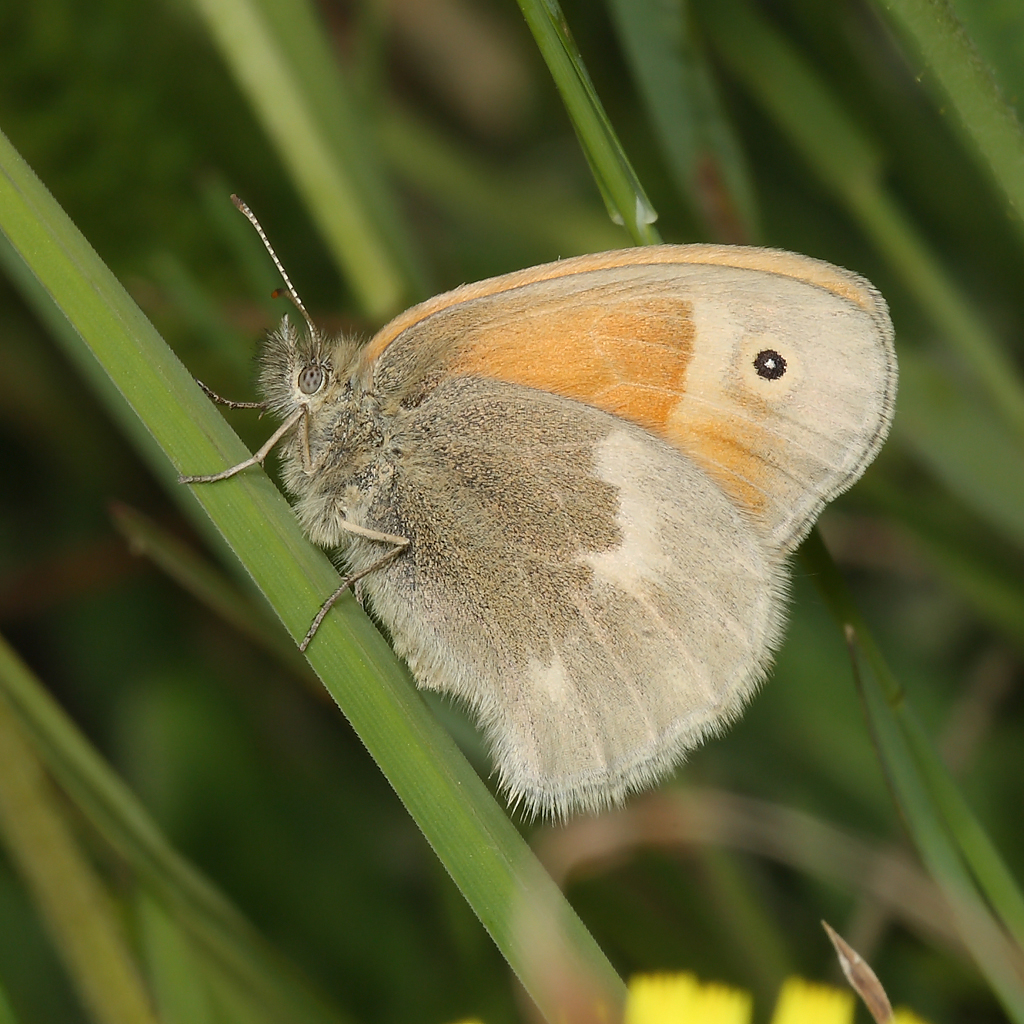
Fadet des tourbières

De nombreuses espèces forestières et des zones humides peuvent être observées. Les mammifères comptent plus de 40 espèces dont la Musaraigne aquatique et 11 espèces de chauves-souris comme la Barbastelle d'Europe, le Grand et le Petit rhinolophe. L'avifaune compte 41 espèces nicheuses dont le Pic noir, le Pouillot siffleur, le Bouvreuil pivoine et la Linotte mélodieuse. Dans les amphibiens, on trouve le Crapaud accoucheur, la Grenouille agile et la Salamandre tachetée. L'Écrevisse à pieds blancs est présente sur le site.
Pour les invertébrés, on recense 89 espèces de lépidoptères dont le Damier de la succise, le Damier du frêne, la Bacchante. Le Fadet des tourbières n'a pas été revu sur le site depuis 1999. Les hétérocères comptent 52 espèces.
On trouve également une grande richesse en invertébrés, dont la Mante religieuse, 138 espèces de coléoptères, 40 espèces d'orthoptères et 21 espèces de libellules comme l'Agrion de Mercure.

## Intérêt touristique et pédagogique
Il est lié aux habitats naturels et aux paysages de pentes. Un sentier pédagogique a été aménagé par le Conservatoire d'espaces naturels de Champagne Ardenne et rénové en 2010. Il est agrémenté d'une vingtaine de panneaux et de bornes explicatives répartis sur 1,5 km pour aider le public à comprendre et découvrir la réserve et ses espèces, en limitant le dérangement. Des visites individuelles libres ou accompagnées sont possibles toute l'année.

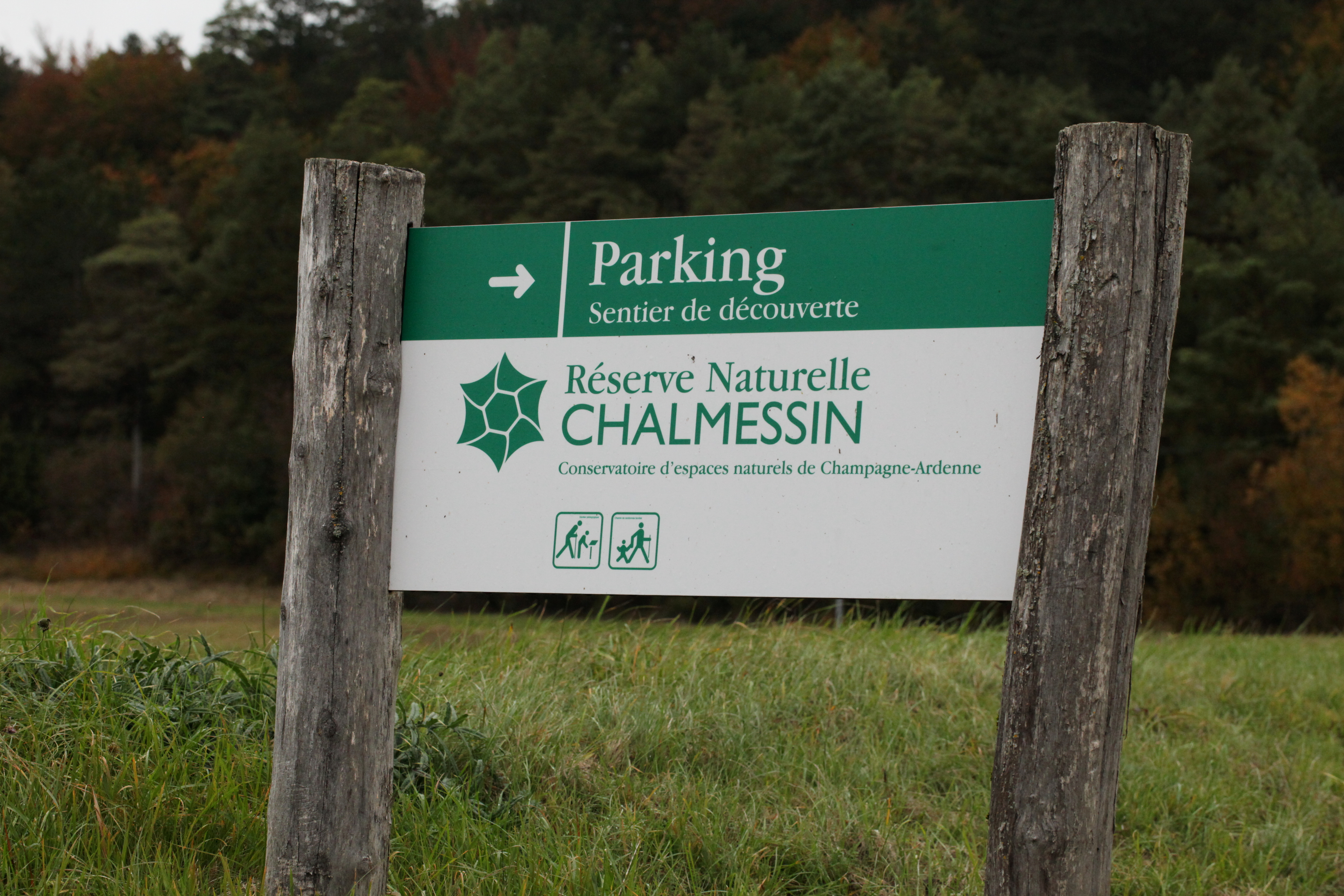
Balisage de la réserve naturelle.
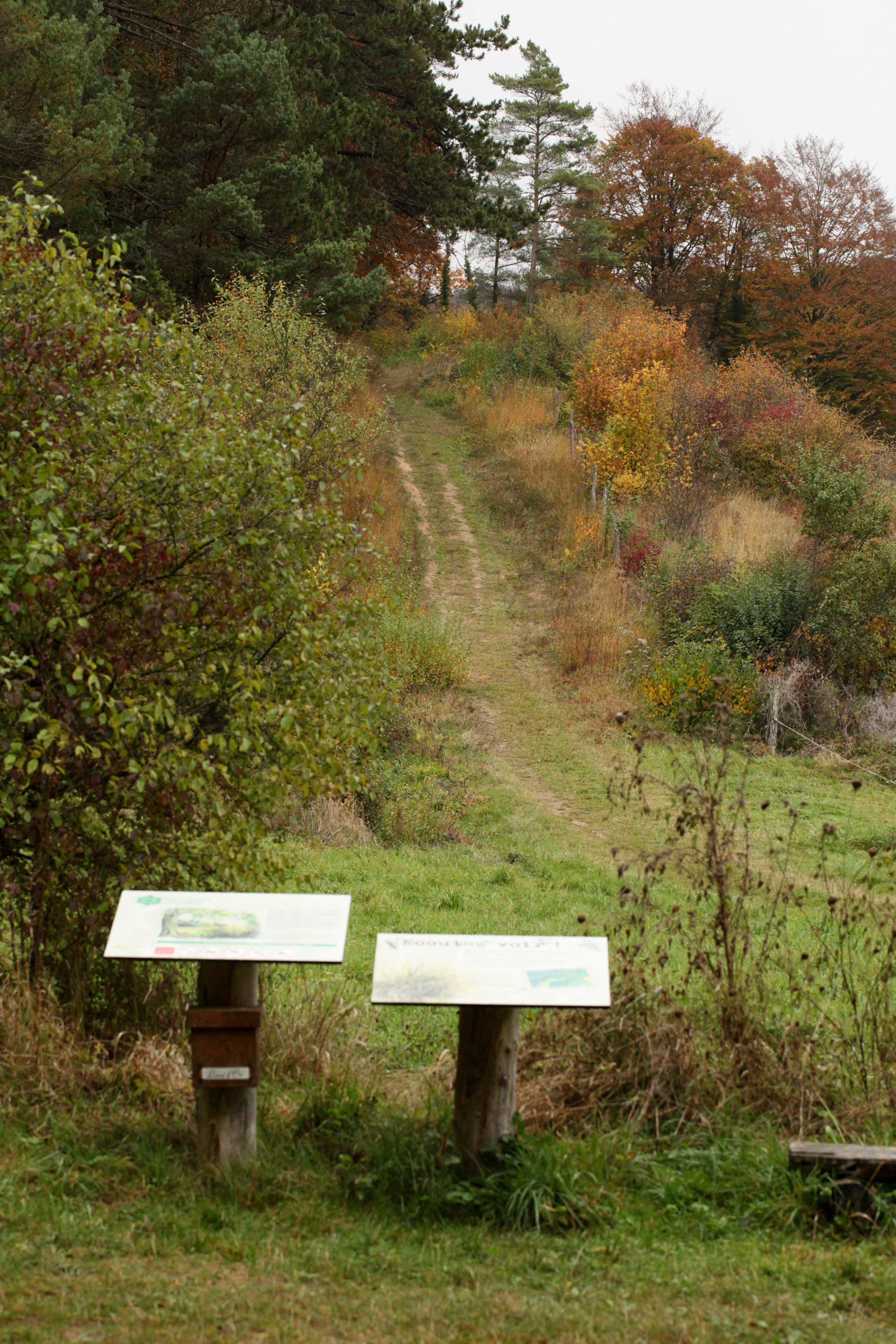
Panneaux d'accueil.
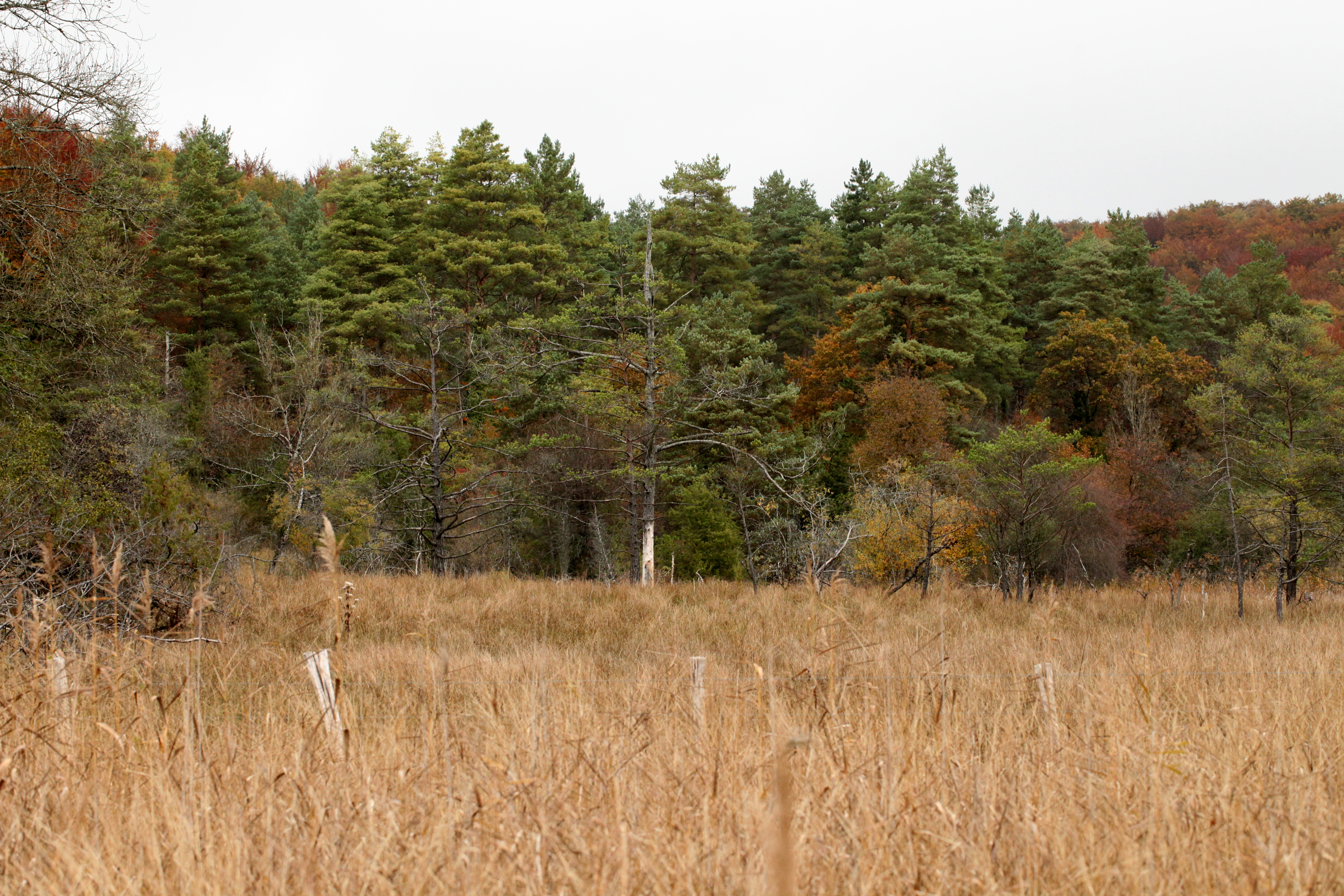
Sur le sentier de découverte.
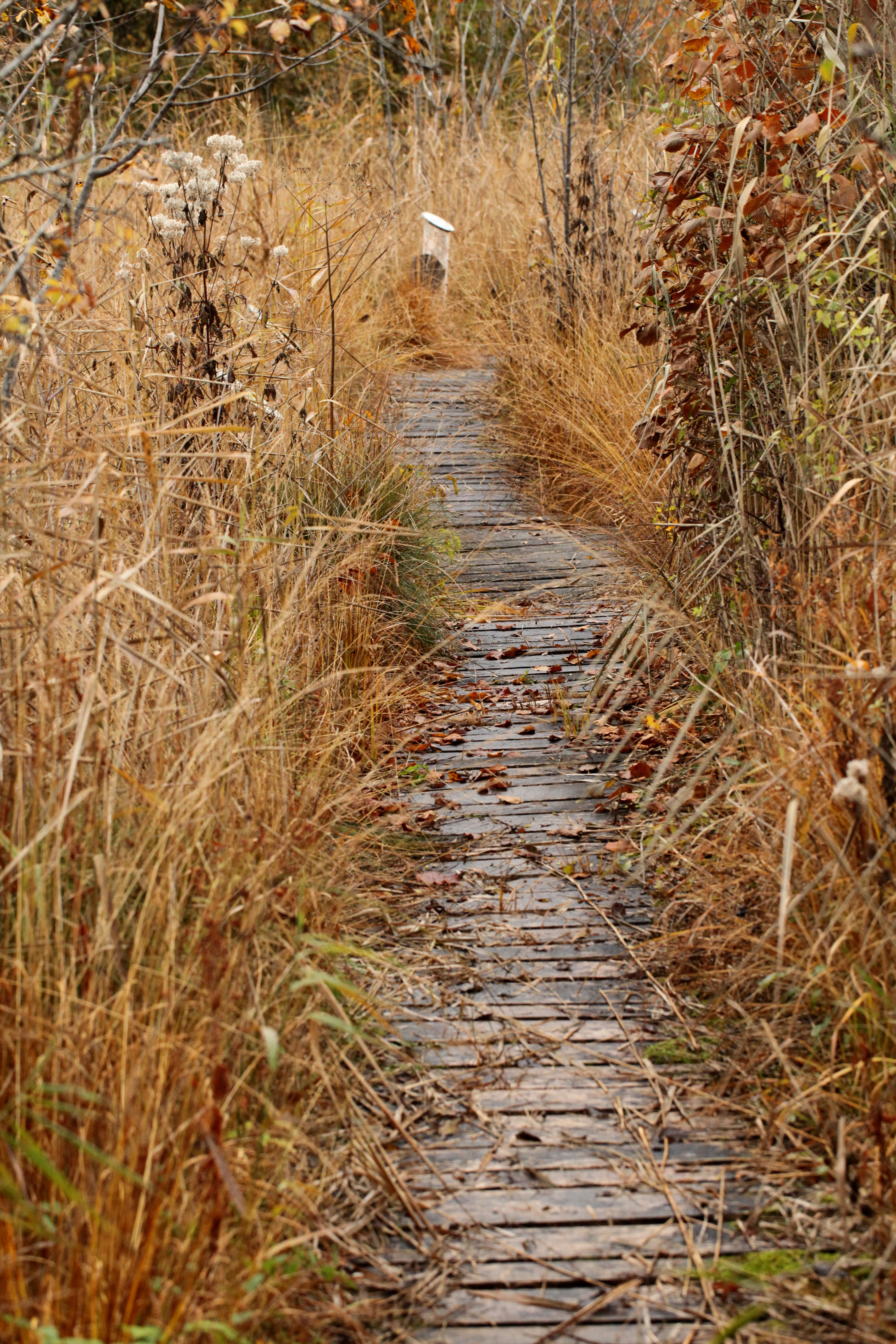
Sentier sur platelage.
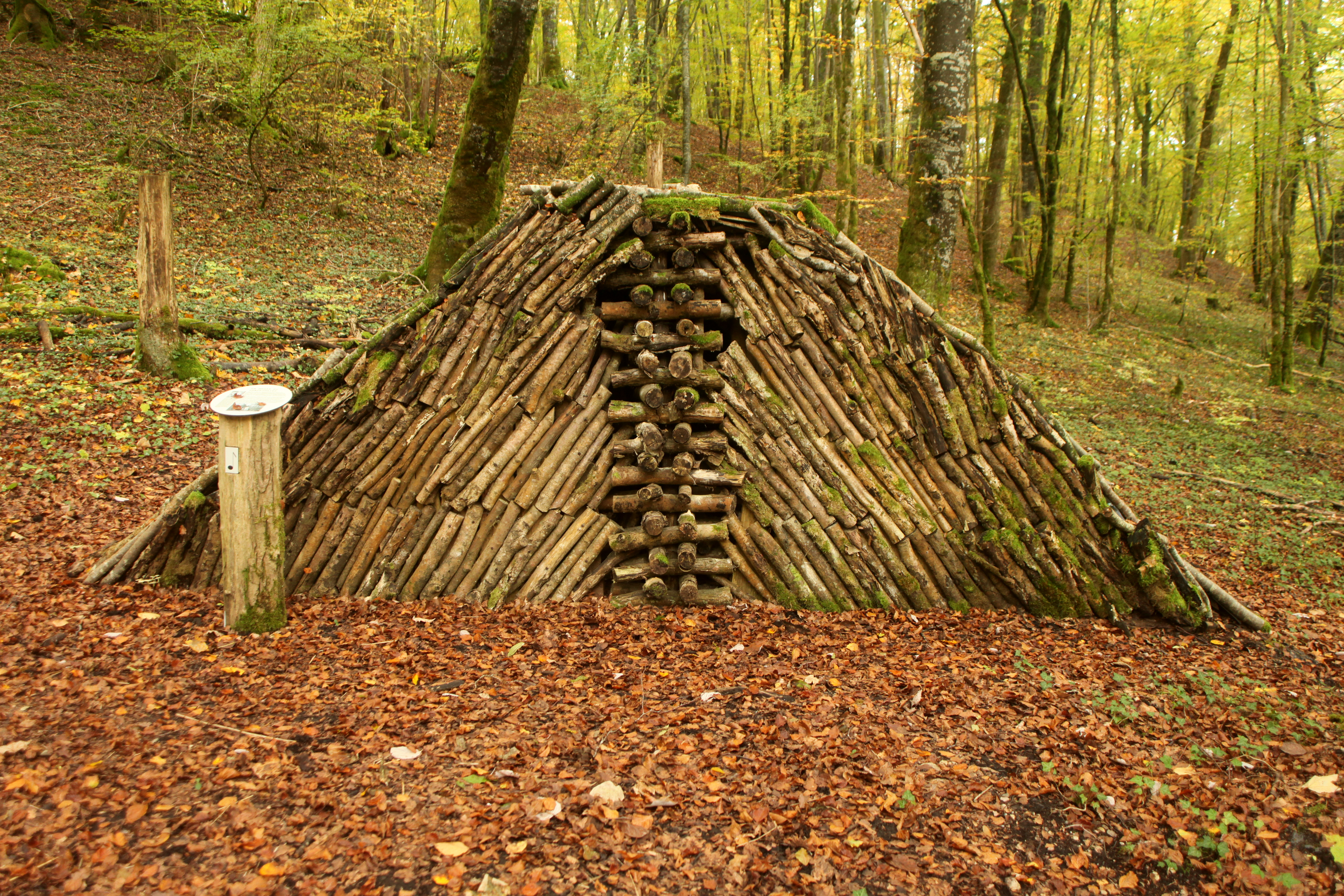
Hutte de charbonnier.
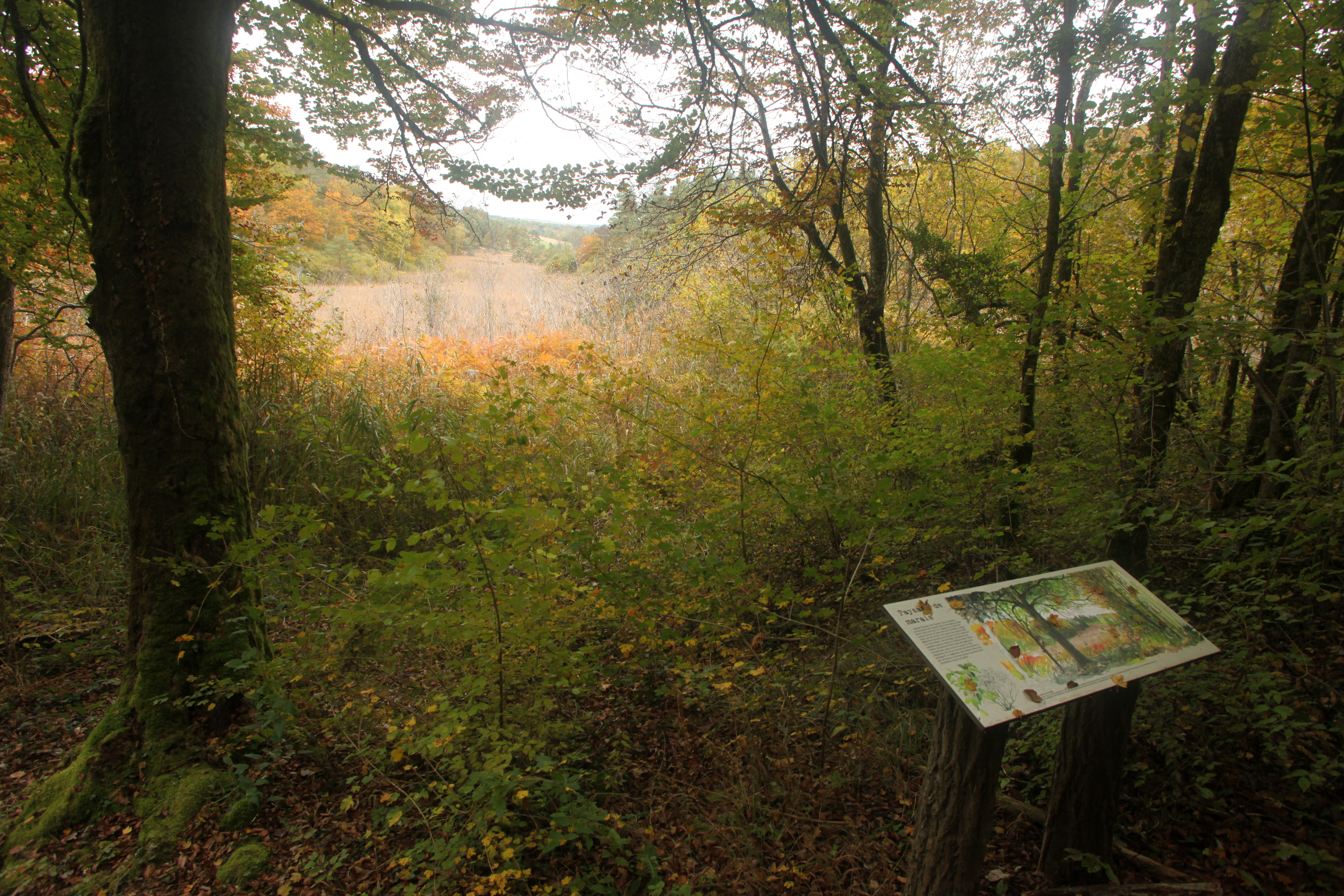
Panneau d'interprétation.
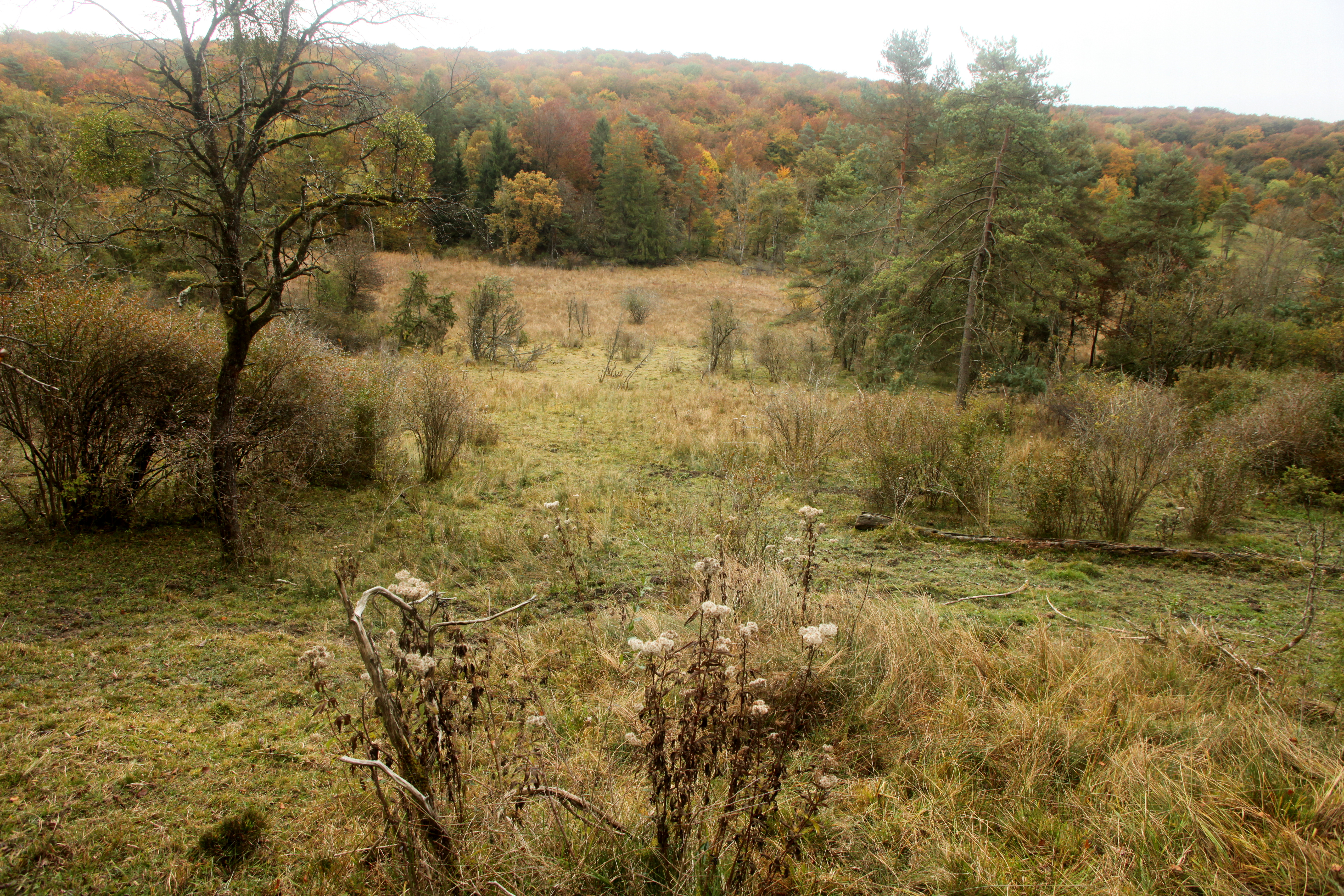
Zone de pâturage.

## Administration, plan de gestion, règlement
Depuis 1994, la réserve naturelle est gérée par le Conservatoire d'espaces naturels de Champagne Ardenne qui possède 47,5 ha du site.
Le premier plan de gestion correspondait à la période 1996‐2000, le second correspondant à 2004‐2008 et le troisième à 2011-2014.

### Outils et statut juridique
La réserve a été classée par un décret du 2 septembre 1993 et déclassée par le décret de création du Parc national de forêts le 31 décembre 2020.
Le site fait également partie des zonages suivants :
- ZNIEFF de type I no 210001010 « Réserve naturelle de Chalmessin et Combe Quemaulles » ;
- site Natura 2000 no FR2100276 « Marais tufeux du plateau de Langres – Secteur sud-est » ;
- Parc national de forêts.